# Pierre Monteux
Pierre Monteux, född 4 april 1875 i Paris, död 1 juli 1964 i Hancock i Maine, var en fransk dirigent. 

## Biografi
Monteux var dirigent vid Ryska baletten i Paris. Han var verksam vid Metropolitan Opera och Bostons symfoniorkester, och vid Koninklijk Concertgebouworkest i Amsterdam. Han grundade 1930 Orchestre Symphonique de Paris. Han blev 1961 ledare på livstid för London Symphony Orchestra.
Pierre Monteux ledde uruppförandet av baletten Våroffer av Igor Stravinskij i Paris 1913, en av århundradets mest spektakulära musikaliska händelser. Han företog talrika konsertturnéer i Europa, bland annat gästade han Stockholms Filharmoniska Orkester (numera Kungliga Filharmonikerna) ett flertal gånger, första gången redan 1925.